# Primo Victoria
Primo Victoria és el segon àlbum del grup suec de power metal Sabaton. És el seu primer album amb el segell Black Lodge Records.

## Llista de temes
1. "Primo Victoria" – 4:10 – Sobre el Dia D de l'Operació Overlord.
2. "Reign of Terror" – 3:51 – Sobre l'Operació Tempesta del Desert i Saddam Hussein.
3. "Panzer Battalion" – 5:09 – Sobre la Guerra de l'Iraq.
4. "Wolfpack" – 5:55 – Sobre la batalla de l'Atlàntic (1939-1945).
5. "Counterstrike" – 3:48 – Sobre la Guerra dels Sis Dies.
6. "Stalingrad" – 5:18 – Sobre la batalla de Stalingrad.
7. "Into the Fire" – 3:25 – Sobre la Guerra del Vietnam.
8. "Purple Heart" – 5:07 – Sobre els condecorats amb el Cor Porpra.
9. "Metal Machine" – 4:22 – Sobre el Heavy Metal. La lletra fa referència a noms de cançons d'altres grups, com Iron Maiden, Manowar, Judas Priest, Rainbow, Dio, Metallica, W.A.S.P., Accept, Helloween, Pink Floyd i Black Sabbath.

Edició Re-Armed (2010) Cançons Extres:
1. "The March To War" - 1:21
2. "Shotgun" - 3:14
3. "Into The Fire" (Directe de Falun 2008) - 4:08
4. "Rise Of Evil" (Directe a Falun 2008) - 8:03
5. "The Beast" (versió de Twisted Sister) - 3:11
6. "Dead Soldier's Waltz" - 1:21

## Crèdits
- Joakim Brodén – Veu i Teclats
- Rickard Sundén – Guitarra i cors
- Oskar Montelius – Guitarra i cors
- Pär Sundström - Baix
- Daniel Mullback – Bateria